# Vienna Open 2022 - Qualificazioni singolare
Le qualificazioni del singolare al Vienna Open 2022 sono state un torneo di tennis preliminare per accedere alla fase finale della manifestazione. I vincitori dell'ultimo turno sono entrati di diritto nel tabellone principale. In caso di ritiro di uno o più giocatori aventi diritto, sono subentrati i lucky loser, ossia i giocatori sconfitti all'ultimo turno che avevano una classifica più alta rispetto agli altri partecipanti che avevano perso nel turno finale.

## Teste di serie
1. Yoshihito Nishioka (qualificato)
2. Oscar Otte (ultimo turno, lucky loser)
3. Jeffrey John Wolf (qualificato)
4. Pedro Cachín (ultimo turno, lucky loser)

1. Thiago Monteiro (qualificato)
2. Corentin Moutet (primo turno)
3. Quentin Halys (qualificato)
4. João Sousa (ultimo turno)

## Qualificati
1. Yoshihito Nishioka
2. Thiago Monteiro

1. Jeffrey John Wolf
2. Quentin Halys

### Lucky loser
1. Pedro Cachín

1. Oscar Otte

## Tabellone

### Sezione 1
|  | Primo turno | Primo turno        | Primo turno        | Primo turno | Primo turno |  |  | Ultimo turno | Ultimo turno       | Ultimo turno       | Ultimo turno | Ultimo turno |  |
|  |             |                    |                    |             |             |  |  |              |                    |                    |              |              |  |
|  | 1           | Yoshihito Nishioka | Yoshihito Nishioka | 6           | 7           |  |  |              |                    |                    |              |              |  |
|  |             | Il'ja Ivaška       | Il'ja Ivaška       | 2           | 64          |  |  | 1            | Yoshihito Nishioka | Yoshihito Nishioka | 6            | 6            |  |
|  | WC          | Alexander Erler    | Alexander Erler    | 65          | 5           |  |  | 8            | João Sousa         | João Sousa         | 4            | 4            |  |
|  | 8           | João Sousa         | João Sousa         | 7           | 7           |  |  |              |                    |                    |              |              |  |

### Sezione 2
|  | Primo turno | Primo turno     | Primo turno     | Primo turno | Primo turno |  |  | Ultimo turno | Ultimo turno    | Ultimo turno | Ultimo turno | Ultimo turno |  |
|  |             |                 |                 |             |             |  |  |              |                 |              |              |              |  |
|  | 2           | Oscar Otte      | Oscar Otte      | 6           | 6           |  |  |              |                 |              |              |              |  |
|  |             | Jiří Lehečka    | Jiří Lehečka    | 3           | 4           |  |  | 2            | Oscar Otte      | 64           | 6            | 4            |  |
|  | Alt         | Dušan Lajović   | Dušan Lajović   | 4           | 2           |  |  | 5            | Thiago Monteiro | 7            | 4            | 6            |  |
|  | 5           | Thiago Monteiro | Thiago Monteiro | 6           | 6           |  |  |              |                 |              |              |              |  |

### Sezione 3
|  | Primo turno | Primo turno       | Primo turno      | Primo turno | Primo turno |  |  | Ultimo turno | Ultimo turno      | Ultimo turno | Ultimo turno | Ultimo turno |  |
|  |             |                   |                  |             |             |  |  |              |                   |              |              |              |  |
|  | 3           | Jeffrey John Wolf | 6                | 3           | 6           |  |  |              |                   |              |              |              |  |
|  | WC          | Lucas Miedler     | 3                | 6           | 2           |  |  | 3            | Jeffrey John Wolf | 7            | 3            | 6            |  |
|  | Alt         | Márton Fucsovics  | Márton Fucsovics | 7           | 6           |  |  | Alt          | Márton Fucsovics  | 5            | 6            | 4            |  |
|  | 6           | Corentin Moutet   | Corentin Moutet  | 5           | 2           |  |  |              |                   |              |              |              |  |

### Sezione 4
|  | Primo turno | Primo turno      | Primo turno    | Primo turno | Primo turno |  |  | Ultimo turno | Ultimo turno  | Ultimo turno | Ultimo turno | Ultimo turno |  |
|  |             |                  |                |             |             |  |  |              |               |              |              |              |  |
|  | 4           | Pedro Cachín     | 6              | 3           | 7           |  |  |              |               |              |              |              |  |
|  |             | Alejandro Tabilo | 2              | 6           | 62          |  |  | 4            | Pedro Cachín  | 6            | 6            | 3            |  |
|  | WC          | Lukas Neumayer   | Lukas Neumayer | 1           | 4           |  |  | 7            | Quentin Halys | 7            | 3            | 6            |  |
|  | 7           | Quentin Halys    | Quentin Halys  | 6           | 6           |  |  |              |               |              |              |              |  |